# Петрокрепость (станция)
Петрокре́пость (до 1951 года Шлиссельбург) — железнодорожная станция Ириновского направления Октябрьской железной дороги на 22-м километре линии Мельничный Ручей — Невская Дубровка. Расположена между платформами 21 км и Сады, в посёлке имени Морозова Всеволожского района Ленинградской области.

## История
ШЕРЕМЕТЬЕВКА — ж.-д. станция в Чёрнореченском сельсовете, 21 хозяйство, 43 души.
 
Из них: русских — 20 хозяйств, 42 души; финнов-ингерманландцев — 1 хозяйство, 1 душа.(1926 год)

В 1920-е годы железная дорога была проложена по другому маршруту, и станцию перенесли на новое место — на 2 км на северо-восток.

## Описание
Станция располагает пятью путями, главным из которых является второй. Островная пассажирская платформа расположена между первым и вторым путями. Между этими же путями, к югу от платформы, расположен тупик для отстоя электропоездов. Имеются также два подъездных пути — по одному из каждой горловины. Пятый путь не электрифицирован.
На станции находится монумент «Стальной путь», посвящённый военным железнодорожникам.
На станции имеется вокзал. Зал ожидания в нём работает по расписанию.
25 октября 1967 года станция была электрифицирована, одновременно с электрификацией участка Мельничный Ручей — Невская Дубровка.
Станция является конечной для части электропоездов, следующих с Финляндского вокзала Санкт-Петербурга. В ряде случаев на станции разъезжаются электропоезда.